# Дурол
Дуро́л (1,2,4,5-тèтрамети́лбензóл, дуре́н) — ароматическое органическое вещество состава C10H14, производное бензола, в котором 4 атома водорода в позициях 1, 2, 4 и 5 замещены метильными группами. Бесцветные кристаллы с запахом камфоры, плохо растворимые в воде. Изомерен изодуролу (1,2,3,5-тетраметилбензолу) и пренитолу (1,2,3,4-тетраметилбензолу).

## Физико-химические свойства
Легко растворим в спирте, эфире и бензоле, с трудом — в горячей уксусной кислоте. Возгоняется, летуч с водяным паром.

## Химические свойства
При окислении дурола образуется тетракарбоновая кислота или её ангидрид. При хлорировании замещается водород в СН3-группах.

## Получение
Получают дурол из толуола, ксилолов или кумола действием хлорметана в присутствии хлорида алюминия(III), восстановлением 1,4-диметил-2,5-ди(хлорметил)бензола или алкилированием метилбензола. 

## Обнаружение в природе
Дурол также может быть выделен из нефти или каменноугольной смолы.

## Техника безопасности
Дурол относится к малоопасным веществам (Класс опасности IV). Обладает наркотическим, слабо выраженным общеядовитым действием. В высоких концентрациях раздражает слизистые глаз. 
ЛД50 на крысах — 1200 мг/кг (крысы, орально); ПДК в воздухе — 10 мг/м³.

## Применение
Производные дурола применяются для синтеза эпоксидных смол, полиэфиров, фунгицидов, синтетических красителей и т. д.